# IJzeraarde
IJzeraarde is een materiaal dat werd gebruikt in gasfabrieken om het steenkoolgas te reinigen van zwavel- en cyanideverbindingen.
Het gas werd daartoe door zuiveringskisten geleid, die gevuld waren met ijzeraarde, gewoonlijk ijzeroer, dan wel een product dat bij de aluminiumindustrie vrijkwam. Dit ijzeroer bevatte veel ijzer(III)hydroxide, waardoor de volgende reactie plaatsvond:
{\displaystyle \mathrm {2\ Fe(OH)_{3}\ +\ 3\ H_{2}S\ \longrightarrow \ 2\ FeS\ +\ S\ +\ 6\ H_{2}O} }
Naast ijzer(II)sulfide (FeS) ontstond ook ijzer(III)sulfide (Fe2S3), terwijl het in het gas aanwezige giftige waterstofcyanide zich eveneens aan het ijzer bond. Per ton verwerkte steenkool kwam gemiddeld 6 kg aan cyanideverbindingen vrij, wat onder meer kon worden verwerkt tot de kleurstof Pruisisch blauw. Uit de afgewerkte, zwavelhoudende, ijzeraarde kon eventueel de zwavel weer worden teruggewonnen door lucht door dit materiaal te leiden.
Werken met zwavelhoudende ijzeraarde was gevaarlijk, gezien de vele giftige stoffen die erin voorkwamen. Naast de cyaniden waren dat ook arsenicumverbindingen, terwijl daarnaast eveneens zwavelwaterstof kon vrijkomen.
In afwachting van de verwerking werd het afgewerkte ijzeraarde meestal opgeslagen op het terrein van de gasfabriek. Uitlogen door het regenwater leidde ertoe dat de giftige verontreinigingen in de bodem terecht konden komen.

## Gres
IJzeraarde of gres is ook het belangrijkste ingrediënt voor het produceren van steengoedbuizen.